# Moose River (Maine)
Pour l’article homonyme, voir Rivière Moose (Maine).
Moose River est une ville américaine située dans le Comté de Somerset, dans le Maine. Selon le recensement de 2010, sa population est de 218 habitants.